# Thanet-sziget

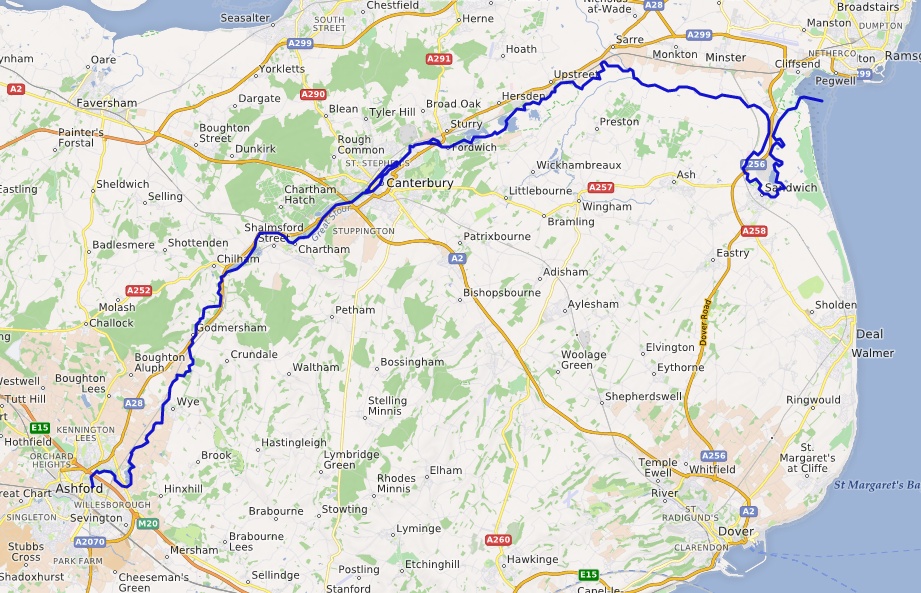
A Stour és környéke

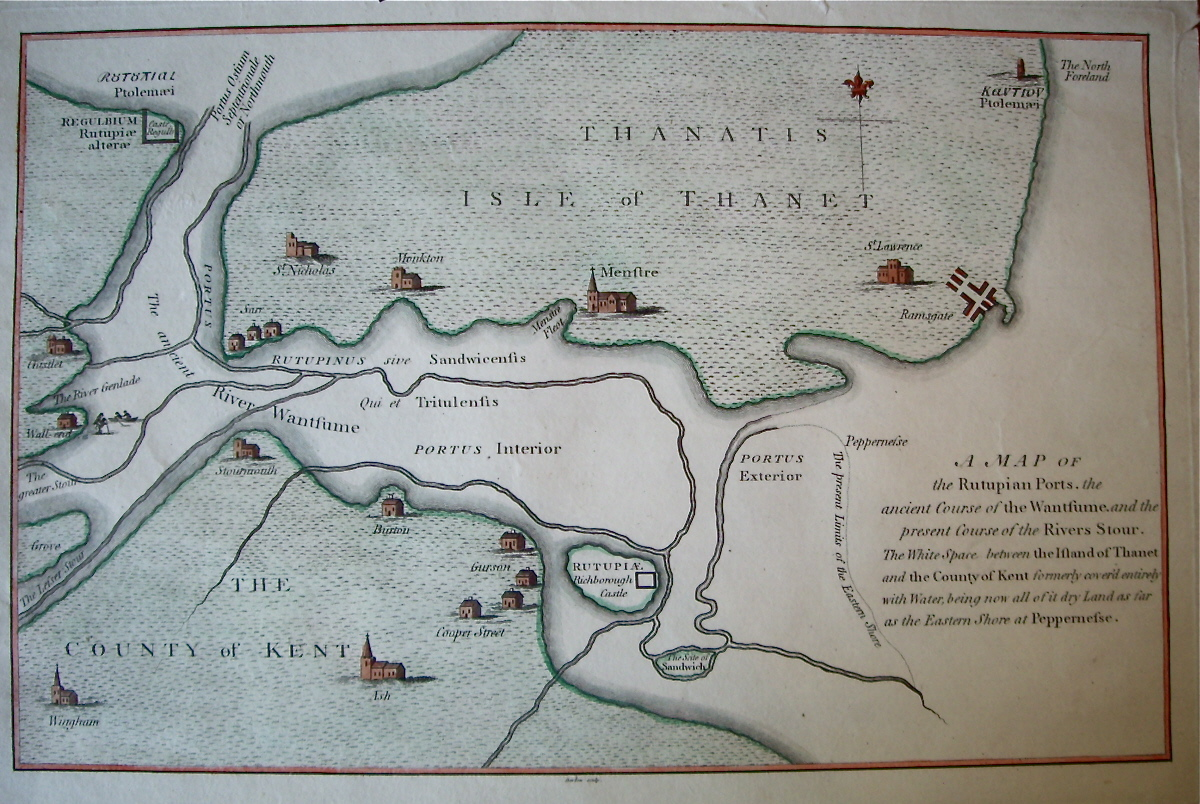
A sziget és Kent partvonala a római időkben (1770 körül készült rekonstrukció

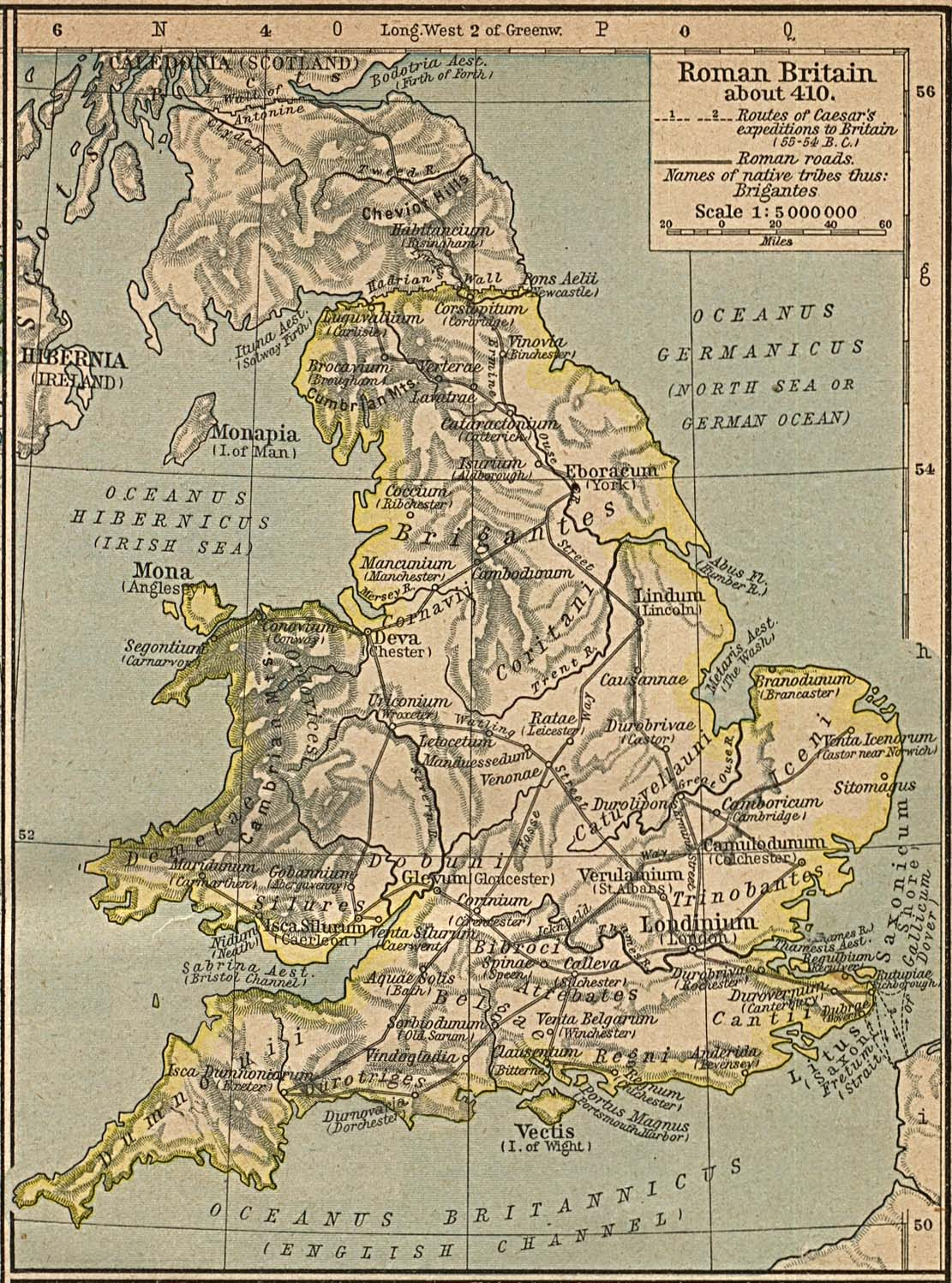
Britannia provincia 410-ben

A Thanet-sziget Délkelet-Anglia (Kent megye) keleti csücske. Napjainkra félszigetté alakult, de megőrizte hagyományos nevét (Isle of Thanet). Az egykori sziget keleti vége (a North Foreland-fok a Kingsgate-kastéllyal) Dél-Anglia legkeletibb pontja (Révai).

## Természeti földrajza, földtani felépítése
A legutóbbi eljegesedés kb. 7000 éve (ThD) alakult ki, amikor a (Würm-glaciális) után emelkedő világóceán elöntötte a mai Északi-tenger területét, elvágva egy több, mint 100 km²-es földdarabot a szárazföldtől. Így jött létre a Wantsum-csatorna, amely nevét a Wantsum-patakról kapta. Átlagos szélessége kb. 600 m lehetett, legnagyobb szélessége elérte a 3 km-t. Az ebbe ömlő Stour folyó tehát egy északi és egy keleti ágra vált, és mára mindkettőt teljesen feliszapolta; a csatornát az utolsó hajó 1672-ben hagyta el. A csatorna egykori kelet végéből alakult ki a Pegwell-öböl. A Stour jelenleg korábbi medrétől délre folyik, és Sandwich grófságban torkollik az öbölbe (térkép). Eközben a sziget keleti partja az Északi-tenger abráziója miatt folyamatosan hátrál (Révai).
A feltöltött csatornában a terep csak kb. 1 m-rel emelkedik a tenger szinte fölé; a csatorna lefutása a terepen jól látható. 1953 januárjában egy nagy vihardagály elöntötte az egészet, kirajzolva az egykori sziget partvonalát (KentLive).
A teljes (fél)szigetet kréta időszaki (a santonitól a turoni korszakig lerakódott) tűzkőmentes kréta kőzet építi fel.  Ez a könnyű, porózus karbonátos kőzet kokkolitokból, a korabeli tengeri algák közé tartozó kokkolitofórák mikroszkopikus kalcitvázaiból áll (IofTh).

## Története

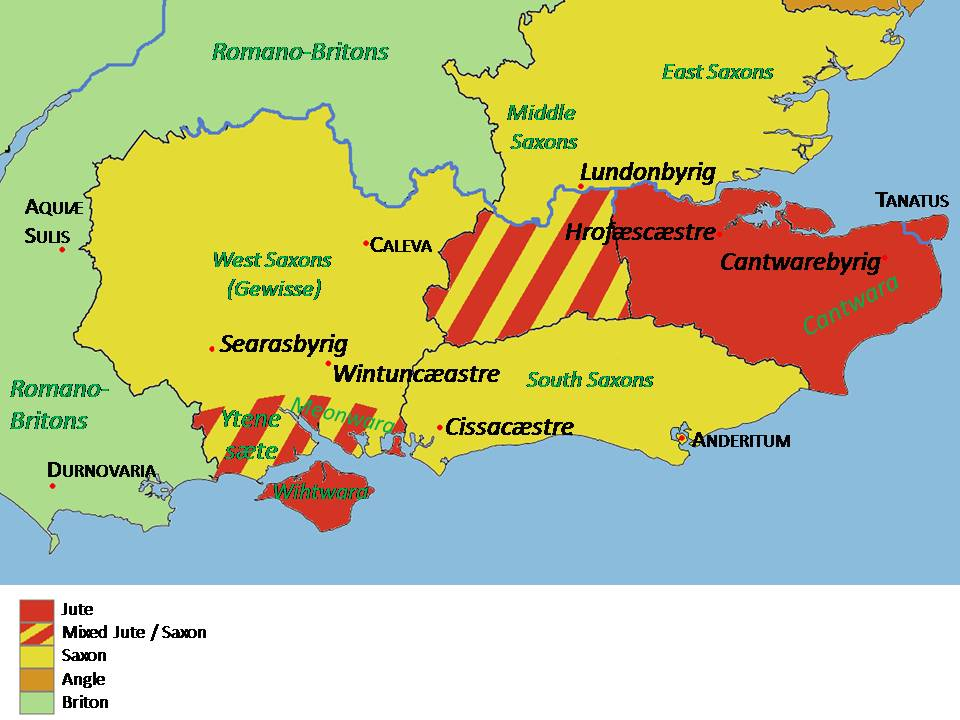
Délkelet-Britannia térképe 575 körül: a jütök letelepedési helyei Beda Venerabilis szerint

A nagy pogány sereg 865–878-as hadjárata

A régészeti leletek bizonysága szerint a sziget a kőkorszak (neolitikum) óta folyamatosan lakott.
A szigettől nem messze, Kentben szállt partra csapataival i.e. 55-ben a Britannia meghódítására érkező Julius Caesar. Több csatában legyőzte a területet uraló kelta cat(u)vellauni törzset, és hídfőállást épített ki a déli partvidéken (IofTh). A rómaiak az i.sz. 3. században a csatorna két végen egy-egy partvédő erődítményt emeltek; ezek a jelenlegi:
- Richborough kastély (Rutupiae, Richborough Castle) és
- Reculver erőd (Regulbium, Reculver Fort).[3]

A hídfő kiépítése után a római előrenyomulás megakadt, és a Dél-Angliát magában foglaló Britannia provinciát csak i.sz. 43-ban alapította meg Claudius császár. A 4./5. század fordulójától a légiókat több ütemben kivonták, és 600-ra minden síkvidéki területet germán törzsek hódítottak meg.
Beda Venerabilis krónikája (2. kötet) szerint az 5. század közepén már egy Vortigern nevű briton király uralkodott Kentben és vidékén. Túlerőben támadó ellenségei ellen a jütöktől kért támogatást, és jutalmul a segítségére érkező Hengist és Horsa testvérpárnak adta a szigetet; a jütök innen később nyugat felé terjeszkedtek (IofTh).
Ugyancsak Beda Venerabilis krónikája szerint Canterburyi Ágoston 597-ben Minster-in-Thanetben alapította meg Britannia második keresztény kolostorát. Később továbbiak épültek, és a sziget elsősorban a partvidéken álló gazdag kolostorok miatt vált a viking fosztogatók rendszeres célpontjává. Nagyobb rajtaütést jegyeztek fel 851-ben és 854-ben — ezekben az években az ősszel érkező skandinávok a szigeten teleltek át, majd tavasszal folytatták rablóhadjáratukat. A nagy pogány sereg (nagy viking sereg, Great Heathen Army) 865–878-as hadjárata idején a vikingek nagy tábort alakítottak ki a szigeten, amelynek lakói a béke fejében különadót fizettek nekik (IofTh).
Amikor Hitvalló Eduárd megszervezte az Öt Kikötő (Cinque Ports) szövetségét a La Manche partján, Margate és Ramsgate az ezeket „támogató városok” közé került
III. Eduárd adókönyvének tanúsága szerint 1334–1335-ben Thanet volt Kent legsűrűbben lakott része (IofTh).
A napóleoni háborúk idején Ramsgate volt az angol flotta legfontosabb támaszpontja (UnivKent).
1940. május 26. és június 3. között a Dinamó hadművelettel a dunkerque-i csatából kimentett brit, francia és belga katonák többségét Ramsgate-ben tették partra.

## Gazdasága

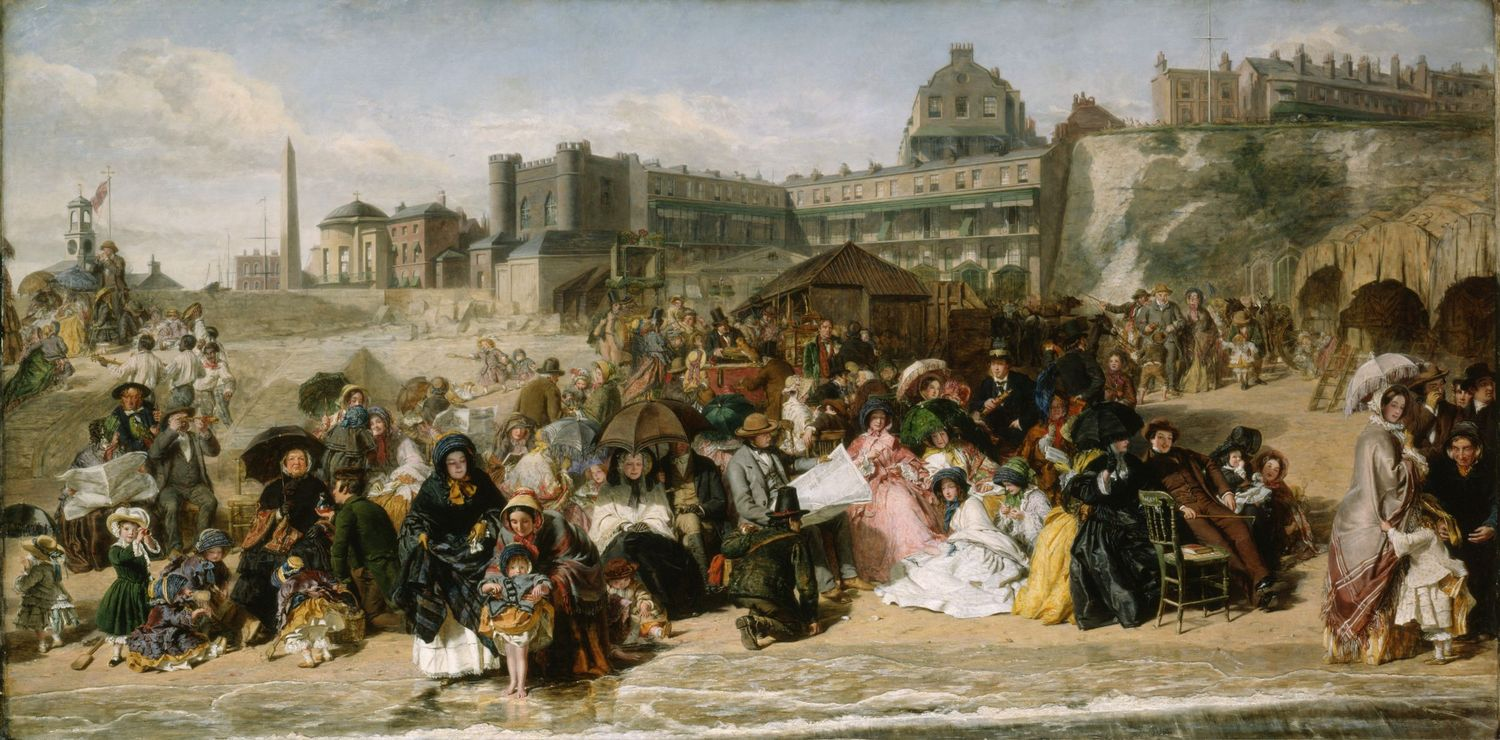
A Ramsgate Sands 1853-ban

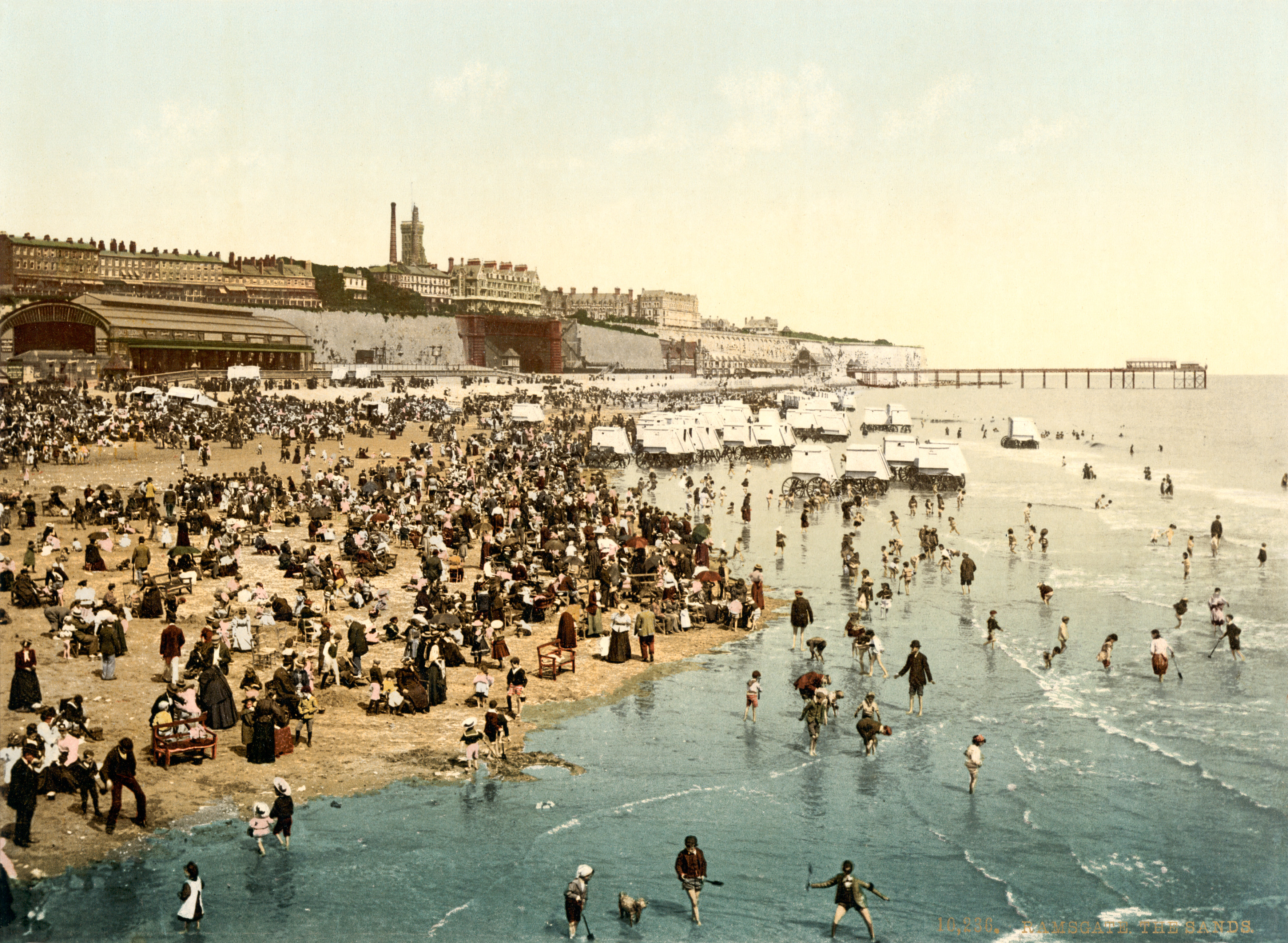
A Ramsgate Sands 1899 körül (színezett fénykép)

Hagyományosan sokan élnek halászatból (Révai). A mezőgazdaság jelentősége a beépítéssel csökken. Az 1920-as években Margate, Ramsgate és Broadstairs között, korábbi termőföldeken jelentős könnyűipari központot építettek ki. Ezeket a földeket a kormányzat a II. világháború után iparterületté minősítette át (UnivKent).
A turizmus szolgáltatásai igazán a 20. században lendültek fel, de Ramsgate már a 19. században a legismertebb fürdőhelyek közé tartozott (Révai). Legkedveltebb partszakasza a mészkőfalat tövében elterülő Ramsgate Sands. (Ramsgate Main Sands — 15best)
Az ezredfordulón Margate mellett szélerőműveket építettek. Jelentős foglalkoztató a Pfizer cégnek a szomszédos Sandwich grófságban felépített gyógyszeripari kutatólaboratóriuma. Ezen beruházások együttes eredményeként a (fél)sziget lakói közül az ezredfordulón már többen dolgoztak az iparban, mint a turizmusban Jelentős foglalkoztatók még az utazási irodákat és az iparvállalatokat egyaránt kiszolgáló nyomdák (UnivKent).

## Közigazgatása
Thanet kerület (Thanet district) Kent megye egyik önkormányzat (borough) típusú kerülete. Határa nem pontosan követi az egykori Wantsum-csatorna vonalát; a kerület (szám|103,3 km²) kissé túlterjeszkedik a félsziget többé-kevésbé természetes határán. Lakossága 2019 közepén 141 922 fő volt.
A 20. századi népességrobbanás eredményeként a terület mintegy felét beépítették; a másik fele főleg művelt föld. Az egykori csatornát ma a Ramsgate repülőtér kifutópályája szeli át.
Fontosabb települései:
- Margate — 61 223 lakossal (2011), a kerület székhelye az északi part keleti végén ;
- Ramsgate — 40 408 lakossal (2011), a déli part legnagyobb települése;
- Broadstairs — 24 903 lakossal (2011);
- Birchington — 9961 lakossal (2011);
- Minster — 3569 lakossal (2011);
- Cliffsend — 1822 lakossal (2011);
- Manston — 1138 lakossal (2011);
- St Nicholas-at-Wade — 853 lakossal (2011);
- Monkton — 661 lakossal (2011);
- Acol — 295 lakossal (2011);

Ebbsfleet majorság a déli parton, Ramsgate-től nyugatra épült a Pegwell-öböl partján. Nevezetessége, hogy itt van az anglikán egyház Canterbury főegyházmegyéjéhez tartozó és a teljes déli partvidéken illetékes Ebbsfleet egyházmegye püspöki székhelye.

## Közlekedése
A Wantsum-csatorna az északi Reculvertől a keleti Richborough-ig a La Manche-ot kötötte össze Temze tölcsértorkolatával. Az északi ág szabadon hajózható volt, keleti végén (Richborough-tól keletre) azonban a Stonar-zátony (homokpad) nehezítette a hajózást. Mivel a sziget hatékonyan védte a csatornát az Északi-tenger hullámverésétől, a római hódoltság korában ez volt Britannia legfontosabb szállító útvonala. Jelentősége később feliszapolódásának mértékében csökkent.
A csatorna első hídját 1485-ben építették. Az 1700-as évek közepétől már komp is összekötötte a sziget déli partját Sandwich grófsággal (KentLive).
Ramsgate Anglia egyetlen királyi kikötője. A várost Londonnal gyorsvasút köti össze. Repülőterét 1935-ben nyitották meg.

## Látnivalói

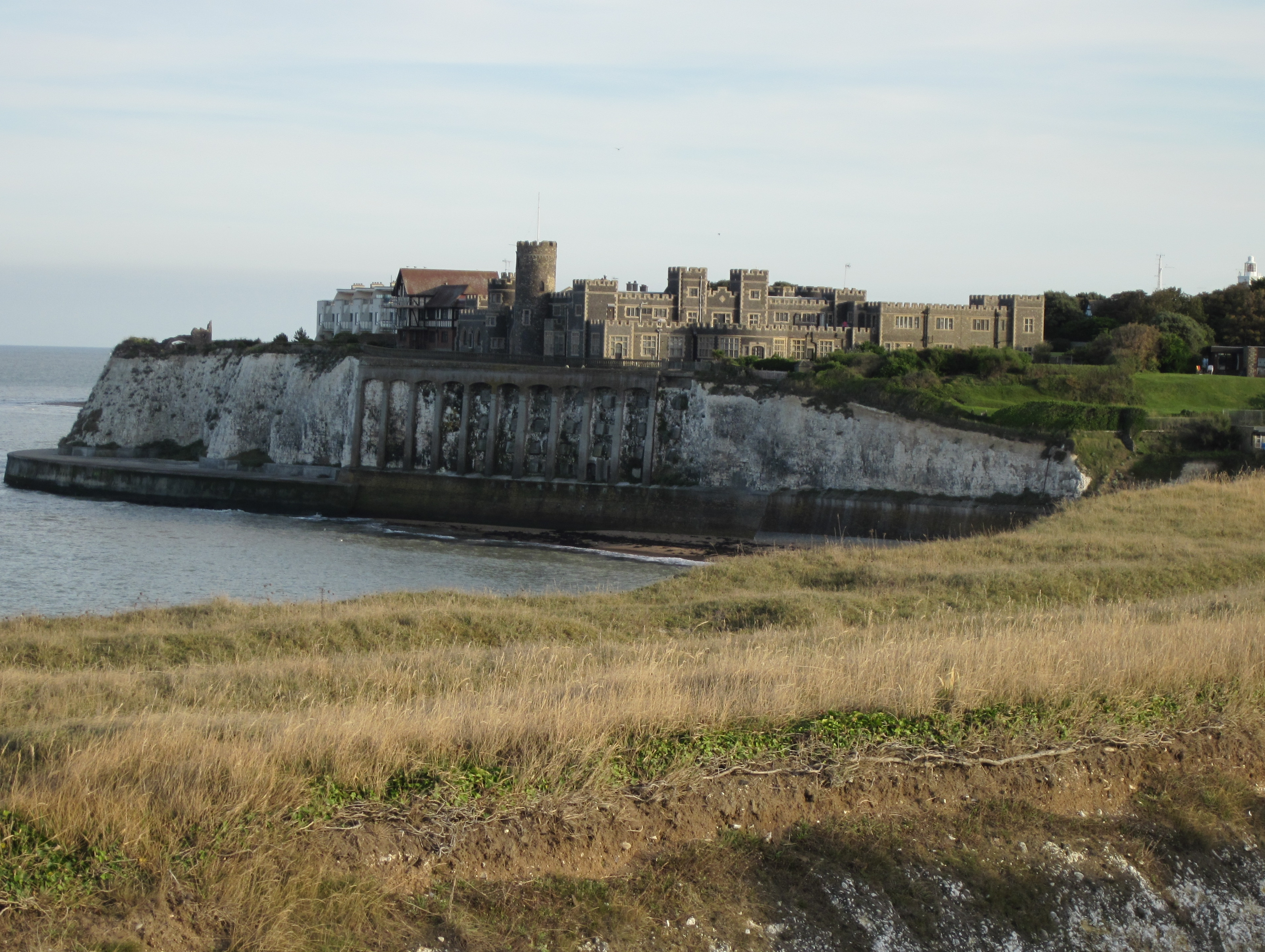
North Foreland és a Kingsgate-kastély a világítótoronnyal

A (fél)sziget történelmi nevezetességei a középkorba visszanyúló történetű kolostorok és a püspöki székhely).
A Kingsgate-kastély Margate-től keletre, a North Foreland-fokon áll. A fok másik nevezetessége a világítótorony (é. sz. 51° 22′ 30″, k. h. 1° 26′ 42″).
A középkorban kézi erővel a kréta kőzetbe vájt Ramsgate alagutakat a II. világháború alatt tárták fel, amikor az angliai csatában rendszeres légitámadások sújtották a szigetet, kiváltképp Ramsgate kikötőjét. A főleg ideiglenes légoltalmi menedéknek szánt alagutakba ekkor mintegy háromszáz család állandóra beköltözött. A feltárt alagútrendszer — amit egyúttal egy, a 19. század közepén készült, de mára felhagyott — valamivel több, mint 2 km hosszú — vasúti alagúttal is összekapcsoltak — 2014 óta látogatható (15best).
Az 1520 hektár területű Sandwich és Pegwell Bay Nemzeti Természetvédelmi Területet Ramsgate-től délnyugatra alakították ki a Pegwell-öböl partvidékén. Főleg madárrezervátumként nevezetes (15best).
A Westcliff domb tetején álló, neogótikus Szent Ágoston-templomot Augustin W. N. Pugin, a Westminster-palota belsőépítésze tervezte, és a sírja is itt van. Az 1846-ban kezdett építkezést Pugin halála (1852) után a fiai fejezték be (15best).
A dunkerque-i kiürítésben részt vett járművek egyikét, a Sundownert múzeumhajóvá alakították át, és a város tengeri múzeuma mellett horgonyozták le. Tőle nem messze egy rekonstruált viking hajót is kiállítottak (Morris).

## Fordítás
- ThD: Ez a szócikk részben vagy egészben  a   Thanet District című angol Wikipédia-szócikk ezen változatának fordításán alapul.  Az eredeti cikk szerkesztőit annak laptörténete sorolja fel. Ez a jelzés csupán a megfogalmazás eredetét és a szerzői jogokat jelzi, nem szolgál a cikkben szereplő információk forrásmegjelöléseként.
- IofTh: Ez a szócikk részben vagy egészben  az   Isle of Thanet című angol Wikipédia-szócikk ezen változatának fordításán alapul.  Az eredeti cikk szerkesztőit annak laptörténete sorolja fel. Ez a jelzés csupán a megfogalmazás eredetét és a szerzői jogokat jelzi, nem szolgál a cikkben szereplő információk forrásmegjelöléseként.